# Хаміс Леяно
Хаміс Леяно (англ. Khamis Leyano, нар. 1 січня 1987, Вау) — південносуданський футболіст, нападник клубу «Атлабара».
Виступав, зокрема, за клуби «Вау Салаам» та «Атлабара», а також національну збірну Південного Судану.

## Клубна кар'єра
У дорослому футболі дебютував 2010 року виступами за команду клубу «Вау Салаам», в якій провів три сезони. 
До складу клубу «Атлабара» приєднався 2014 року. 

## Виступи за збірну
У 2012 році дебютував в офіційних матчах у складі національної збірної Південного Судану.
| Дата       | Місто   | Господарі       | Результат | Гості           | Турнір     | Голи | Примітки |
| ---------- | ------- | --------------- | --------- | --------------- | ---------- | ---- | -------- |
| 24-11-2012 | Кампала | Ефіопія         | 1 – 0     | Південний Судан | CECAFA Cup | -    |          |
| 27-11-2012 | Кампала | Південний Судан | 0 – 2     | Кенія           | CECAFA Cup | -    |          |
| Усього     |         | Матчів          | 2         |                 | Голів      | 0    |          |